# Jens Ove Fries-Nielsen
Jens Ove Fries-Nielsen (ur. 23 lutego 1960 w Esbjergu) – duński szachista, mistrz międzynarodowy od 1984 roku.

## Kariera szachowa
Wielokrotnie startował w finałach indywidualnych mistrzostw Danii, pięciokrotnie zdobywając medale: srebrny (1982) oraz cztery brązowe (1979, 2001, 2002, 2004). Wielokrotnie reprezentował narodowe barwy w turniejach drużynowych, m.in.:  na olimpiadzie szachowej (w roku 1982),  na drużynowych mistrzostwach Europy (w roku 1983) oraz  na turnieju o Puchar Nordycki (Nordic Cup) (w roku 1989), zdobywając wspólnie z drużyną złoty medal.
Odniósł szereg sukcesów w turniejach międzynarodowych, m.in.
- dz. III m. w Innsbrucku (1977, mistrzostwa świata juniorów do 20 lat, za Arturem Jusupowem, Alonso Zapatą, wspólnie z Petarem Popoviciem, Reynaldo Verą i Spiridonem Skiembrisem)[6],
- dz. II m w Gladsaxe (1979, za Larsem-Ake Schneiderem, wspólnie z Carstenem Høi i Jensem Kristiansenem),
- dz. II m. w Hamburgu (1983, za Helmutem Reefschlaegerem, wspólnie z Klausem Bischoffem),
- dz. II m. w Trnawie (1984, za Jiřím Nunem(inne języki), wspólnie z Gerdem-Peterem Gruenem(inne języki)),
- II m. w Hamburgu (1984, za Oliverem Schulte(inne języki)),
- dz. III m. w Forli (1990, za Wołodymyrem Małaniukiem i Gerardo Barbero, wspólnie z m.in. Ognjenem Cvitanem),
- II m. w Amstelveen (1994, za Peterem Gelpke(inne języki)),
- dz. III m. w Kopenhadze (1995, za Larsem Bo Hansenem i Igorem Glekiem, wspólnie z m.in. Johanem Hellstenem i Erlingiem Mortensenem),
- II m. w Esbjergu (1996, za Johnem Emmsem),
- dz. III m. w Göteborgu (1997, za Arim Zieglerem(inne języki) i Klausem Bergiem(inne języki), wspólnie z m.in. Josefem Přibylem),
- I m. w Sztokholmie (1998),
- I m. w Klaksvík (2004),
- dz. I m. w Hamburgu (2006, wspólnie z Klausem Bergiem(inne języki)),
- dz. I m. w Lüneburgu (2013, wspólnie z Michaiłem Iwanowem(inne języki) i Aleksandrem Karpaczewem),
- dz. II m. w Göteborgu (2013, za Johanem Hultinem(inne języki), wspólnie z Patrickem Zelbelem(inne języki)),
- I m. w Karlstadzie (2013),
- I m. w Kopenhadze (2014, turniej Copenhagen Chess Challenge)[7].

Najwyższy ranking w dotychczasowej karierze osiągnął 1 lipca 2002 r., z wynikiem 2458 punktów zajmował wówczas 8. miejsce wśród duńskich szachistów.